# Anomalepis flavapices
Anomalepis flavapices là một loài rắn trong họ Anomalepididae. Loài này được Peters mô tả khoa học đầu tiên năm 1957.